# Festuca vasconcensis
Festuca vasconcensis là một loài thực vật có hoa trong họ Hòa thảo. Loài này được (Markgr.-Dann.) Auquier & Kerguélen mô tả khoa học đầu tiên năm 1976.